# 숀 로버츠
숀 로버츠(Shawn Roberts, 1984년 4월 2일 ~ )는 캐나다의 배우이다.

## 출연 작품

### 영화
- 랜드 오브 데드 (2005)
- 다이어리 오브 데드 (2007)
- 레지던트 이블 4: 끝나지 않은 전쟁 (2010)
  - 레지던트 이블 5: 최후의 심판 (2012)
  - 레지던트 이블: 파멸의 날 (2017)